# 高特堅德布爾烏帕齊拉
高特堅德布爾乌帕齐拉是孟加拉国切尼達縣的一个乌帕齐拉，位於庫爾納专区的切尼達縣。。

## 人口
據1991年孟加拉國人口普查，高特堅德布爾共有戶數19,773戶，人口107193人。其中男性佔比51.40%，女性佔比48.60%；成年人口54,897人。該地7歲以上人口之平均識字率為26.9%，低於全國平均值（32.4%）。